# 2-メチル-2-ブテン
2-メチル-2-ブテン (2-methyl-2-butene) は分子式C5H10で表される炭化水素の一つである。消防法による第4類危険物 特殊引火物に該当する。アミレンとも呼ばれる。